# Doina Marilena Ciocânea
Doina Marilena Ciocânea (13 de marzo de 1951, Bucarest, Rumania) es una arquitecta y urbanista rumana. Participó en la construcción del Parlamento Rumano.

## Proyectos arquitectónicos
Finalizó la escuela secundaria en 1970. Estudió en el Instituto de Arquitectura Ion Mincus de Bucarest, se graduó en 1976.
Luego de graduarse comenzó a trabajar para el Instituto de Diseño y Construcción de las Industrias de Producción Agrícola y Alimentaria. Estuvo en este puesto por 10 años hasta 1987. Durante este periodo Ciocânea diseñó depósitos de alimentos, fábricas de alimentos procesados, bodegas, entre otros edificios industriales en todo el país.
Entre 1987 y 1990 formó parte del equipo de más de 700 arquitectos del Instituto de Diseño "Carpati". Allí trabajó como arquitecta principal para el proyecto de la "Casa del Pueblo", en Bucarest. El edificio fue proyectado por la arquitecta Anca Petrescu en 1983, luego de un concurso que duró casi 4 años. El controvertido edificio de 315.000 m² y 12 pisos de altura es el edificio administrativo civil más grande del mundo y el segundo edificio más grande después del Pentágono estadounidense. Es además el edificio administrativo más costoso y pesado, ya que el proyecto llegó a consumir un tercio de la riqueza del país. Originalmente estaba destinado a albergar a la Sede del Partido Comunista de Rumania. Después de la caída del Nicolae Ceaușescu, finalmente instalaron el Palacio del Parlamento Rumano y, desde 1997, el Museo de Arte Abstracto, un centro de conferencias y otras dependencias administrativas.
Luego que cerraran las oficinas estatales de diseño en 1990, Ciocânea trabajó como arquitecta en jefe para diferentes empresas privadas: Preda y Maconz International. Allí se dedicó principalmente al diseño de viviendas individuales.
En 1995 abrió su propio estudio, desde donde brinda servicios de arquitectura y urbanismo. Participó en los comités asesores de proyectos de urbanismo, en proyectos de planificación urbana y metropolitana y estudios ecológicos para el ayuntamiento de Bucarest, como lo demuestra su "Estudio de Diseño Urbano ecológico para orillas del río Colentina en Bucarest del lago" de 1966-1998.

## Formación
Ciocânea cuenta con una amplia formación en urbanismo. En 1994 obtuvo el diploma y licencia en Diseño y Planificación Urbana. En 1996 ganó una beca para realizar una estadía de 4 meses y especializarse en política ambiental y ecología urbana en la Universidad Complutense de Madrid. Durante 1996 continuó especializándose en desarrollo sustentable en la Universidad UNESCO-COUSTEAU y en 1997 obtuvo el título de Máster en Urbanismo en el Instituto de Arquitectura y Urbanismo "Ion Mincu". En 2014 se graduó de Doctora en la misma universidad, realizó la tesis "La relación entre la documentación del urbanismo a nivel sistémico y la práctica administrativa".

## Docencia e investigación
En 2006 inició la actividad docente en la Facultad de Arquitectura de la Universidad Spiru Haret. Dictó cursos de proyecto arquitectónico, proyecto urbano y administración pública. En 2015 coordinó la escuela de verano de la facultad en donde los alumnos realizaron una investigación sobre el patrimonio construido de Sibiu, Rumania, para luego determinar áreas de protección patrimonial. En diciembre de 2015 los resultados fueron expuestos en el Teatro Nacional de Bucarest y en febrero de 2016 en el Centro de Información del Ayuntamiento de Sibiu con el auspicio de la Unión de Arquitectos de Rumania.

## Membresías
Participa como miembro en asociaciones de profesionales como la Asociación de Arquitectos y Urbanistas de Rumania (APUR). También está involucrada en mejorar las condiciones laborales de las mujeres en su país. Desde 1990 es miembro de L'Union Internationale des Femmes Architectes (UIFA), y en el año 2000 se incorporó al Club de Mujeres Profesionales de Rumania (ProFEM).
En 1999 donó parte de su archivo a las colecciones del International Archive of Women in Architecture, Virginia Tech, Estados Unidos.